# Edvard Carleson (ämbetsman)

Edvard Carleson iförd röd dräkt, och bärandes på bröstet kraschan för Nordstjärneorden och runt halsen dess kommendörskors. Avporträtterad av Carl Fredrich Brander.

Edvard Carleson född 18 november 1704 i Stockholm, död 26 februari 1767, var en svensk ämbetsman och skriftställare. Han var bror till Carl Carleson och gifte sig 1740 med Clara Leytstar.

## Biografi
Efter att Carleson hade avslutat sina studier anställdes han 1725 som auskultant i kommerskollegium och året efter gjorde han en utländsk resa för att lära känna utländska industrier och näringar. Efter hemkomsten skrev han artiklar i den av honom och Carl utgivna tidskriften Sedolärande Mercurius om iakttagelserna och för detta fick han ett erkännande av regeringen som innebar att han tillsammans med Carl Fredrik von Höpken fick göra ytterligare en resa i Europa för att söka nya hjälpkällor för den inhemska industrin samt uppsöka nya handelsplatser för Sveriges exportvaror.
Då de anlände till Venedig 1734, fick de order från regeringen att fortsätta till Turkiet och med ministerbefogenheter bevaka Sveriges intressen vid det osmanska hovet. Efter Höpkens hemresa 1742 förestod Carleson ensam beskickningen fram till 1745, då även han reste tillbaka till hemlandet efter att han 1743 upphöjts till adligt stånd.
Carlesons framgångar berodde till stor del på hattpartiet och eftersom han delade partiets in- och utrikespolitiska åsikter var han en av partiets mest engagerade medlemmar. Han var för det mesta placerad i den tidens riksdagspolitiks innersta krets, sekreta utskottet. Partiet visade sin uppskattning genom att under flera år ge honom befattningen som bankofullmäktig. 1757 blev han statssekreterare på utrikesexpeditionen, utnämndes 1758 till hovkansler och blev 1762 president i kommerskollegium.
Under alla sina olika befattningar hade han alltid ett stort intresse av de inhemska näringarna och han verkade för deras tillväxt och gynnande av affärsmännen. Han höll alltid kontakt med sin tids vetenskapsmän och stödde med egna medel lovande vetenskapsidkare. Carleson invaldes 1746 som ledamot nummer 101 av Kungliga Vetenskapsakademien. 1766 var Carleson ordförande för Pro Patria.

## Utmärkelser[1]
- Kommendör (av 1:a klass) av Nordstjärneorden